# Санто Стефано (Авелино)
Санто Стефано је насеље у Италији у округу Авелино, региону Кампанија.
Према процени из 2011. у насељу је живело 27 становника. Насеље се налази на надморској висини од 699 м.